# Tierra Blanca, La Independencia
Tierra Blanca är en ort i Mexiko.   Den ligger i kommunen La Independencia och delstaten Chiapas, i den sydöstra delen av landet, 900 km öster om huvudstaden Mexico City. Tierra Blanca ligger 1 446 meter över havet och antalet invånare är 368.
Terrängen runt Tierra Blanca är kuperad. Runt Tierra Blanca är det ganska tätbefolkat, med 52 invånare per kvadratkilometer. Närmaste större samhälle är San Isidro el Zapotal, 7,5 km öster om Tierra Blanca. I omgivningarna runt Tierra Blanca växer i huvudsak städsegrön lövskog.